# Maria Eugenia di Gesù
Maria Eugenia di Gesù, al secolo Anne-Eugénie Milleret de Brou (Metz, 25 agosto 1817 – Parigi, 10 marzo 1898), è stata una religiosa francese, fondatrice della congregazione delle Religiose dell'Assunzione. Beatificata nel 1975 da Paolo VI, è stata canonizzata da Benedetto XVI nel 2007.

## Biografia
Anne-Eugénie Milleret nacque a Metz il 25 agosto 1817. Vissuta in una famiglia di origine italiana, venne educata dal padre, un uomo molto determinato e profondamente non religioso, e dalla madre molto religiosa. Fu proprio la madre che la educò alla vita cristiana.
La sua adolescenza non fu certo facile: entrò nel collegio ad ispirazione cattolica di Metz e lì ebbe un’illuminazione particolare, nel giorno della sua prima comunione, che le preannunciò la sua vocazione. All'età di 13 anni, però, a causa di una malattia, fu costretta ad interrompere gli studi, che dovette, in seguito, proseguire da sola. Nel 1830 il padre perse tutti i suoi beni e due anni dopo, a 15 anni, perse la madre a causa del colera. Per tre anni fu assistita a Parigi in casa di parenti.
Avendo subìto molte ingiustizie, versando in condizioni economiche non molto floride e non andando a messa con frequenza, iniziò a mancare in lei il senso religioso e iniziò a vivere dei momenti di smarrimento interiore che le portarono molta insoddisfazione. Durante l'omelia di Quaresima del 1836 predicata dal padre Lacordaire, alla quale lei assistette, fu scossa dalla sua apatia e fu spinta ad incontrare l’abate Maria-Teodoro Combalot su consiglio dello stesso padre Lacordaire. Padre Combalot aveva in animo da tempo di fondare una comunità di suore dedite all’educazione delle fanciulle della borghesia, perciò era alla ricerca di un’anima sensibile e intelligente che potesse aiutarlo nell'intento. Decise allora di invitare Anna a frequentare una sorta di noviziato presso le suore benedettine a Parigi e poi presso le suore visitandine nel Delfinato, dove poté perfezionarsi nello studio della teologia dogmatica e morale, nella pedagogia e nelle Sacre Scritture.
Il 30 aprile 1839, insieme ad altre tre compagne radunate dall’abate Combalot, Anne Eugénie Milleret diede vita a Parigi alla nuova Congregazione “Istituto dell’Assunzione di Maria”, il quale si prometteva di dedicarsi all’educazione delle fanciulle dell’aristocrazia e borghesia liberale che erano ostili alla religione.
Nel 1841 l’abate Combalot si ritirò dal compito di organizzatore e la fondazione passò nelle mani dell’arcivescovo di Parigi, mons. Affre. Nel 1844, a Natale, le prime quattro suore insieme ad una conversa emisero i voti perpetui. Anna Milleret prese il nome di Maria Eugenia di Gesù, assumendo in pieno la conduzione dell’Opera.
La Regola prevede per le suore una vita di contemplazione con opere di vita attiva. È richiesta anche una preparazione spirituale elevata ed un'ottima cultura intellettuale nelle singole materie da esse insegnate. Maria Eugenia volle che le sue figlie recitassero ogni giorno il Divino ufficio poiché è la preghiera ufficiale della Chiesa cattolica. L’Istituto fu approvato dalla Santa Sede soltanto l’11 aprile 1888. Maria Eugenia di Gesù lo diresse fino alla morte, la quale avvenne il 10 marzo 1898 ad Auteuil (Parigi). Attualmente le suore sono 1800 sparse in 81 case.

## Il culto
Fu beatificata da papa Paolo VI il 9 febbraio 1975 ed è stata canonizzata da papa Benedetto XVI il 3 giugno 2007. La sua memoria liturgica è stata fissata al 10 marzo.